# TALON

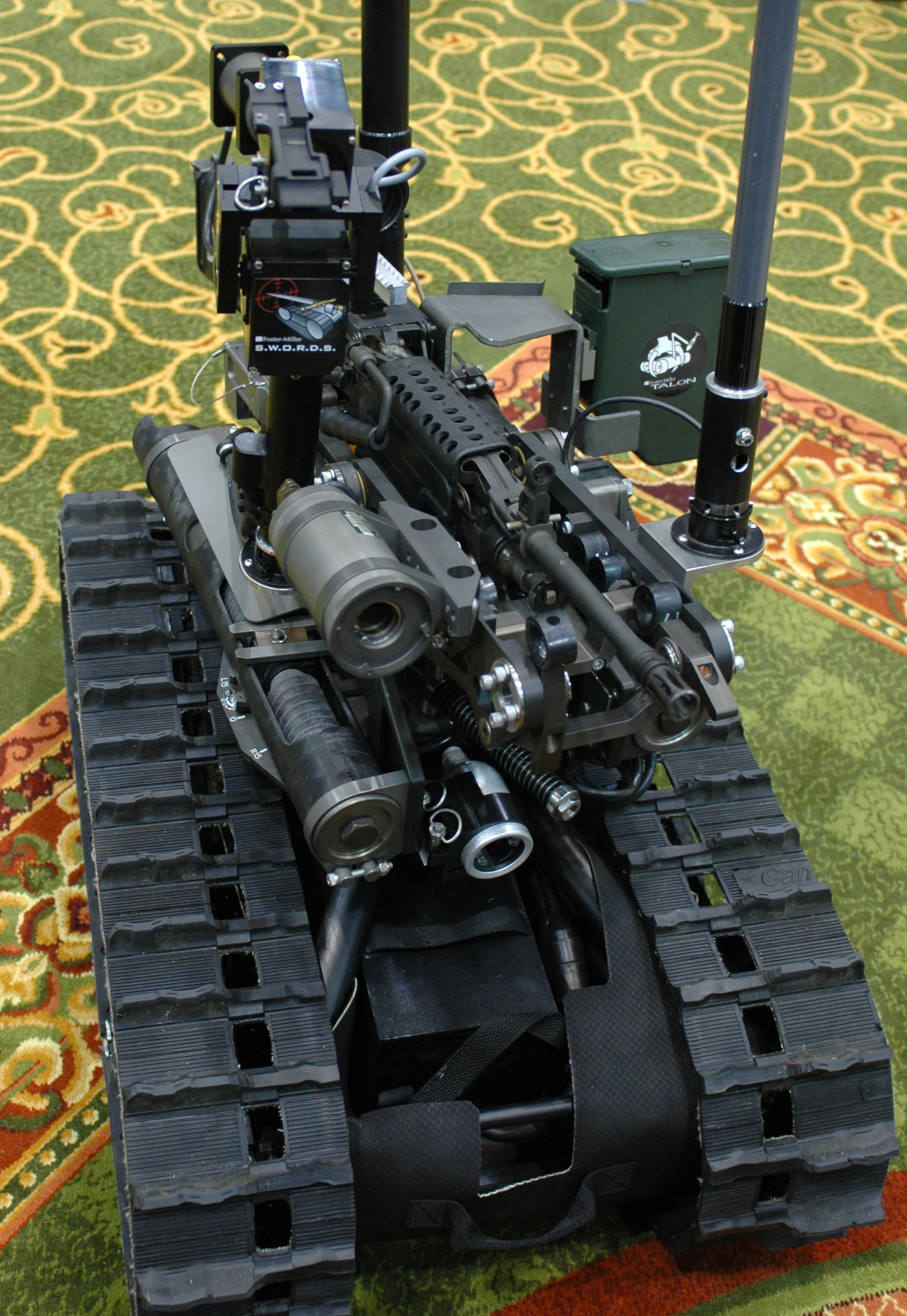
SWORDS 시스템은 병사들이 1,200미터(3,937피트) 이상 떨어진 곳에서 원격으로 작은 총기를 발사할 수 있도록 한다. 이 시스템에는 M249 SAW가 장착되어 있다.

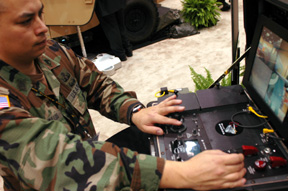
제어 기지

TALON은 Foster-Miller에서 개발한 원격 조종 차량 군사 로봇으로 무한궤도로 작동한다. 정찰부터 전투까지 다양한 목적으로 운용될 수 있도록 설계되었다.

## SWORDS

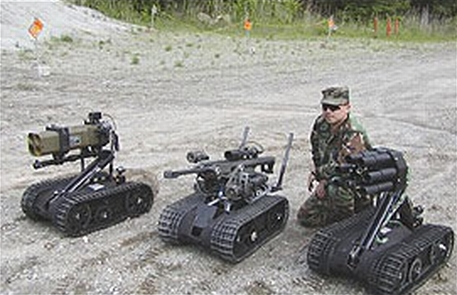
다양한 무기를 갖춘 포스터-밀러 TALON SWORDS 부대.

SWORDS는 Special Weapons Observation Reconnaissance Detection System의 약자로 미군을 위해 개발된 무장한 버전의 TALON이다. 이 로봇은 TALON의 섀시(chassis) 위에 무장 시스템을 올렸다.

## 같이 보기
- XM1219
- Gladiator TUGV
- SGR-A1
- 치명적 자율 무기